# Paul Bassen-Spiller

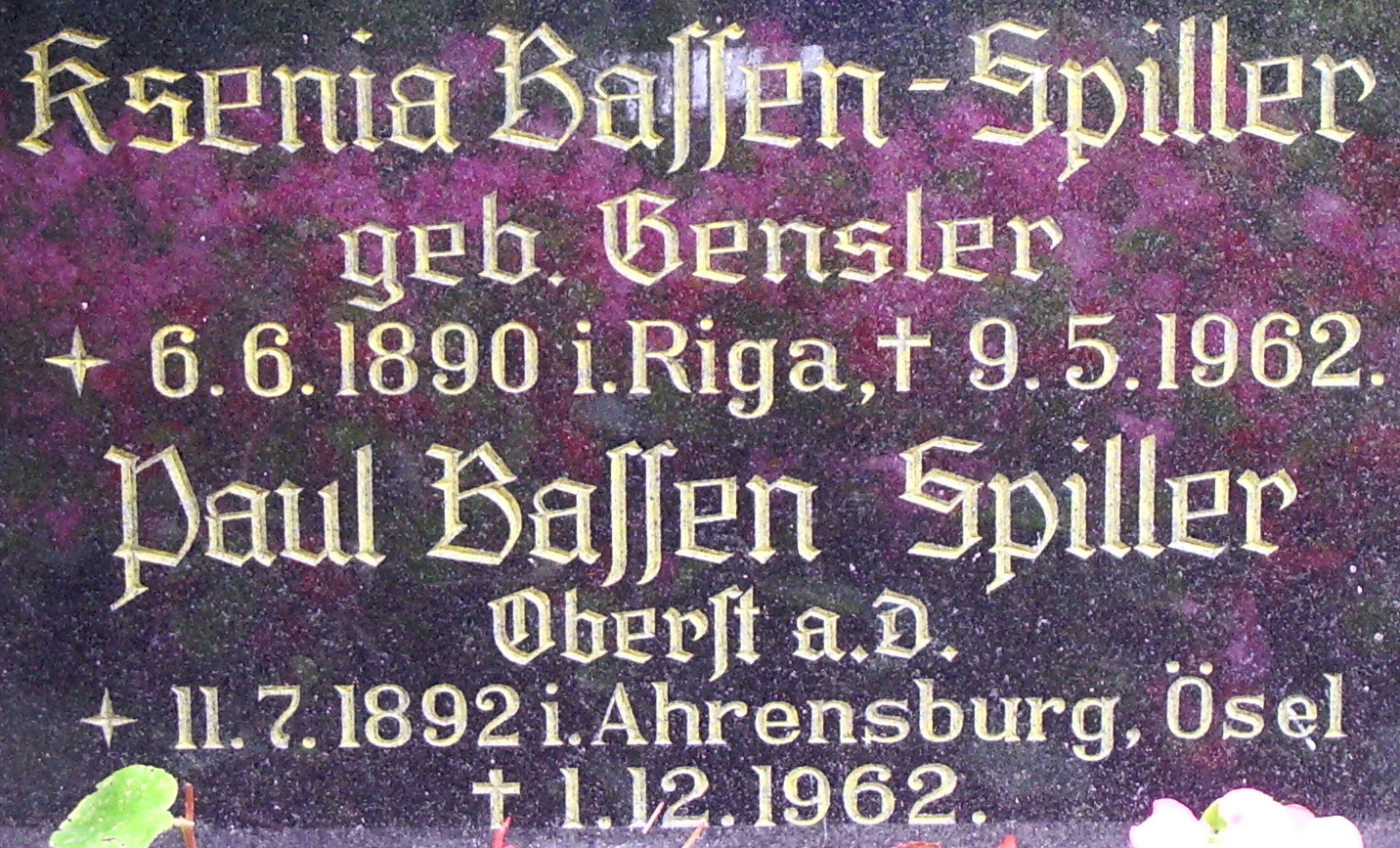
Grabstein von Paul Bassen-Stiller und seiner Frau in Uetersen

Paul Peter Bassen-Spiller (* 11. Juli 1892 in Kuressaare (dt.: Arensburg); † 1. Dezember 1962 in Uetersen) war ein Offizier baltendeutscher Herkunft des kaiserlich-russischen und später des estnischen Militärs, zuletzt Oberst.
Bassen-Spiller wurde 1892 in Kuressaare, der größten Stadt der estnischen Insel Saaremaa (dt.: Ösel) geboren. Seine Frau war Ksenia (Xenia) geb. Gensler (* 6. Juni 1890 in Riga; † 9. Mai 1962 in Uetersen).
Bassen-Spiller besuchte das Gymnasium in Tallinn. 1914 nahm er am Ersten Weltkrieg teil. Im Russischen Bürgerkrieg diente er in der Nord-West-Armee und wurde 1933 zum Oberst befördert, schied aber schon 1936 aus dem Militärdienst aus. 1941 wurde Bassen-Spiller verhaftet und bald darauf wieder entlassen. Danach flüchtete er nach Deutschland und nahm die deutsche Staatsbürgerschaft an. Zuletzt lebte er mit seiner Frau in Uetersen, wo beide auch verstarben. 
Paul Bassen-Spiller war Träger des Sankt-Georgs-Ordens.